# Anoplodrepanus reconditus
Anoplodrepanus reconditus är en skalbaggsart som beskrevs av Matthews 1966. Anoplodrepanus reconditus ingår i släktet Anoplodrepanus och familjen bladhorningar. Inga underarter finns listade i Catalogue of Life.